# رافائل سوتو (بازیکن فوتبال)
رافائل سوتو (اسپانیایی: Rafael Souto‎؛ زادهٔ ۲۴ اکتبر ۱۹۳۰) بازیکن فوتبال اهل اروگوئه بود.
از باشگاه‌هایی که در آن بازی کرده‌است می‌توان به باشگاه فوتبال ناسیونال (اروگوئه) و باشگاه فوتبال اتلتیکو مادرید اشاره کرد.
وی همچنین در تیم ملی فوتبال اروگوئه بازی کرده‌است.